# Aljaž Struna
Aljaž Struna (Piran, 4 de agosto de 1990) es un futbolista esloveno que juega de defensa en la U. S. Triestina Calcio de la Serie C. Es internacional con la selección de fútbol de Eslovenia.
Es hermano del también futbolista Andraž Struna.

## Trayectoria
Struna comenzó su carrera deportiva en el F. C. Koper, en 2009, siendo cedido en 2010 al Jadran Dekani.

### Palermo
En 2012 fichó por el U. S. Palermo de la Serie A, marchándose cedido nada más llegar al Varese Calcio, de la Serie B.
En la temporada 2013-14 debutó con el Palermo, pero en la Serie B, ya que el conjunto siciliano descendió a dicha categoría. Sin embargo, se perdió gran parte de la temporada debido a una lesión grave en la rodilla, haciendo que para la temporada siguiente, con el equipo de nuevo en la Serie A, volviese a salir cedido, en esta ocasión al Carpi F. C., repitiendo la misma cesión y equipo en la temporada 2016-17.

### MLS
Con el Palermo sumergido en una grave crisis económica, siendo relegado a la Serie D, Struna decide abandonar el club italiano, marchándose a la MLS, después de fichar por el Houston Dynamo. Tras dos años en el equipo tejano, en enero de 2021 se comprometió con el C. F. Montréal.

## Selección nacional
Struna fue internacional sub-18, sub-19, sub-20 y sub-21 con la selección de fútbol de Eslovenia, antes de convertirse en internacional absoluto el 23 de marzo de 2016, en un amistoso frente a la selección de fútbol de Macedonia del Norte.

## Clubes
| Club                   | País           | Año       |
| ---------------------- | -------------- | --------- |
| F. C. Koper            | Eslovenia      | 2009-2012 |
| Jadran Dekani (cedido) | Eslovenia      | 2010      |
| U. S. Palermo          | Italia         | 2012-2018 |
| Varese Calcio (cedido) | Italia         | 2012-2013 |
| Carpi F. C. (cedido)   | Italia         | 2014-2015 |
| Carpi F. C. (cedido)   | Italia         | 2016-2017 |
| Houston Dynamo         | Estados Unidos | 2019-2020 |
| C. F. Montréal         | Canadá         | 2021      |
| A. C. Perugia Calcio   | Italia         | 2022-2023 |
| U. S. Triestina Calcio | Italia         | 2023-     |

## Palmarés

### Títulos nacionales
| Título                 | Club          | País      | Año  |
| ---------------------- | ------------- | --------- | ---- |
| PrvaLiga               | F. C. Koper   | Eslovenia | 2010 |
| Supercopa de Eslovenia | F. C. Koper   | Eslovenia | 2010 |
| Serie B                | U. S. Palermo | Italia    | 2014 |
| Serie B                | Carpi F. C.   | Italia    | 2015 |

### Distinciones individuales
| Distinción                                 | Año     |
| ------------------------------------------ | ------- |
| Once ideal de la Primera Liga de Eslovenia | 2011-12 |